# Вулиця Святослава Ріхтера (Житомир)
Вулиця Святослава Ріхтера — вулиця в Корольовському районі Житомира. Названа на честь радянського піаніста, уродженця Житомира Святослава Ріхтера, який проживав у будинку № 51, розташованому по цій вулиці та грав у залі Житомирського музичного училища (вулиця Святослава Ріхтера № 27/12).

## Характеристики
Вулиця з'єднує центральну частину міста зі Східним мікрорайоном. Від вулиці Івана Кочерги до Путятинського майдану пролягає у Старому місті. Від вулиці Шевченка вулиця розпланована на теренах Путятинки.
На вулиці збереглась історична забудова ближче до центру міста, в проміжку від початку вулиці до вулиці Довженка.
Пам'ятки архітектури та історії
- Будинок № 11 — ТЦ «Ріхтера» (колишній «Першотравневий»)
- Будинок № 33 — пожежна вежа, 1894 року побудови[4];
- Будинок № 38 — очисні винні склади, 1896 року побудови[5], в яких розміщується Житомирський лікеро-горілчаний завод;
- Будинок № 45 — будинок купця Журавльова, побудови кін. ХІХ ст., в якому проживав Волинський Леонід Наумович[6];
- Будинок № 51 — будинок братів А. К. та І. К. Пирогових, побудови кін. ХІХ ст.[7], в якому мешкали Довженко Олександр Петрович[8], Ріхтер Святослав Теофілович[1].

На Путятинському майдані, перед перетином вулиці Святослава Ріхтера з вулицею Гагаріна, розміщено пам'ятник жертвам Голодомору 1932-33 років «Янгол, що плаче».

## Історія

### Історія назви
Історична назва вулиці — Базарна, що вживалася у другій половині ХІХ століття та до 1927 року. Назва обумовлена тим, що вулиця вела до Путятинського базару, розміщеного на Базарній площі (нині Путятинський майдан).
У 1927 році Базарна вулиця перейменована на вулицю 1 Травня.
У 2016 році відповідно до розпорядження голови Житомирської ОДА вулиця 1 Травня була перейменована на вулицю Святослава Ріхтера.
Під час обговорень нової назви вулиці розглядались пропозиції найменування на честь Героїв Крут, Пилипа Орлика та Євгена Слуцького.
З проханням змінити назву вулиці 1-го Травня на Святослава Ріхтера до Житомирської міської ради зверталось німецьке товариство «Віденґебурт».

### Історія формування вулиці
Вулиця з подібною конфігурацією до конфігурації нинішньої вулиці Святослава Ріхтера запроєктована генеральним планом міста Житомира, затвердженим у 1827 році. Згідно з планом, початок вулиці мав проходити навпростець крізь значні за площею угіддя тодішньої східної околиці міста. Частина вулиці східніше нинішнього лікеро-горілчаного заводу запроєктована за тодішньою межею міста.
Вулиця формувалася згідно з генеральним планом 1859 року у подальші десятиліття ХІХ століття. 
Формування початку вулиці, між вулицями Садовою (нині вулиця Івана Кочерги) та Гімназичною (нині вулиця Івана Франка) припало на 1870-ті роки. Наприкінці ХІХ століття вулиця та її забудова сформувалися до Путятинської площі. Станом на початок ХХ століття вулиця дісталася берега річки Путятинки та подекуди забудувалася на ділянці між Путятинським майданом та річкою Путятинкою. У 1950-х роках прокладено пряму ділянку вулиці від вулиці Льва Толстого до берега річки Путятинки. Станом на кінець 1960-х років забудова даної ділянки вулиці остаточно сформувалася. 
Протягом 1970 — 1980-х рр. сформувалася багатоповерхова житлова та громадська забудова вулиці. 
У 1958 році на ділянці вулиці між нинішніми вулицями Івана Кочерги та Льва Толстого збудовано трамвайну колію та перенесено з Великої Бердичівської вулиці трамвайний маршрут № 3 що з'єднував площу Перемоги зі Смолянкою.  У 1974 році маршрут відмінено, колію вздовж вулиці демонтовано. 